# Nottingham
 (mai 2018).
Si vous disposez d'ouvrages ou d'articles de référence ou si vous connaissez des sites web de qualité traitant du thème abordé ici, merci de compléter l'article en donnant les références utiles à sa vérifiabilité et en les liant à la section « Notes et références ».
Pour les articles homonymes, voir Nottingham (homonymie).
Nottingham [nɔtinɡam] (en anglais : [ˈnɒtɪŋəm] ) est une ville du Royaume-Uni située dans l’Est des Midlands, en Angleterre. Elle était à l'origine dénommée Snotingeham. La Leen et la rivière Trent, qui coule de Stoke-on-Trent jusque dans l'Humber, traversent l’agglomération. Alors que la ville de Nottingham a une longue histoire, sa population est relativement faible avec seulement 329 300 habitants (données 2 023). L’agglomération urbaine de Nottingham a en revanche une population de 729 977 habitants (données 2011). Cette population place l’agglomération à la septième place du Royaume-Uni, entre Liverpool et Sheffield. Eurostat a établi la population de l'agglomération de Nottingham à 825 600 en 2004.
Nottingham est l’une des rares grandes villes industrielles de Grande-Bretagne à avoir un passé médiéval et un passé pré-industriel important. Nottingham est connu pour la légende de Robin des Bois, et pour son industrie textile, en particulier sa production dentellière. Dans le cadre des célébrations du Jubilé de diamant de la reine Victoria, en 1897, Nottingham a obtenu une charte municipale et le titre de Cité. Elle s’intitule depuis officiellement Ville de Nottingham ou « City of Nottingham. » Elle a également le statut d'Autorité unitaire.
Nottingham est membre du groupe des villes anglaises fondamentales ou « English Core Cities Group ».
Centre de la région des Midlands de l'Est, Nottingham a toujours une solide assise industrielle comprenant de nombreuses firmes mondialement connues comme les laboratoires pharmaceutiques Boots, les cycles Raleigh et les cigarettes John Player.

## Historique

### Époques antique et médiévale
Les premières traces de ce passé remontent à la période pré-romaine. Il est possible que les Romains aient occupé le site, mais aucune certitude n’est acquise.
Après le départ des troupes romaines, vers 410 apr. J.-C., des royaumes indépendants brittons apparaissent un peu partout en Grande-Bretagne. Le royaume d'Elmet couvre ainsi la région du Nottinghamshire, de la fin du Ve siècle au début du VIIe siècle.
Autour de 600 apr. J.-C., le site fait partie du royaume anglo-saxon de Mercie. Il est alors connu comme « Tigguo Cobauc », ce qui signifie « habitation troglodytique ». Le site de Nottingham finit par être dominé par un chef saxon dénommé Snot, ce qui explique le toponyme d’alors Snotingaham, littéralement, la « demeure du peuple de Snot » (-inga = les Gens; hām > home = maison, foyer). Le village originel de Snot se trouve à l’emplacement actuel du marché de la Dentelle.
Nottingham est conquise en 867 par des Vikings danois. À partir de 877, une partie de l’armée de Guthrum s’y installe et le bourg devient l’une des cinq villes fortifiées du Danelaw de Mercie, un territoire conquis par les Danois.
Au XIe siècle, le château de Nottingham est construit par les Normands sur un affleurement de grès dominant la rivière Trent. Les Anglais, installés sur une partie du site de Nottingham, possèdent leurs propres institutions. Autour du château, sur la colline d'en face, le quartier normand se développe peu à peu. Finalement, l'espace entre les deux communautés se construit, au fur et à mesure du développement du bourg.
En 1276 une communauté monastique de l'ordre du Carmel s’installe sur le site, comme en témoignent aujourd’hui la voie « Friar Lane » et l’auberge « The Bell Inn ».
La ville devient un comté indépendant ou « county corporate » en 1449. Ce statut confère au bourg un gouvernement autonome, "pour l'éternité" selon les termes de la charte. Le Château et la maison comtale ou « Shire Hall » ont été expressément exclus par cette charte et ne sont pas rattachés aux paroisses du Nottinghamshire.

### Époques moderne et contemporaine

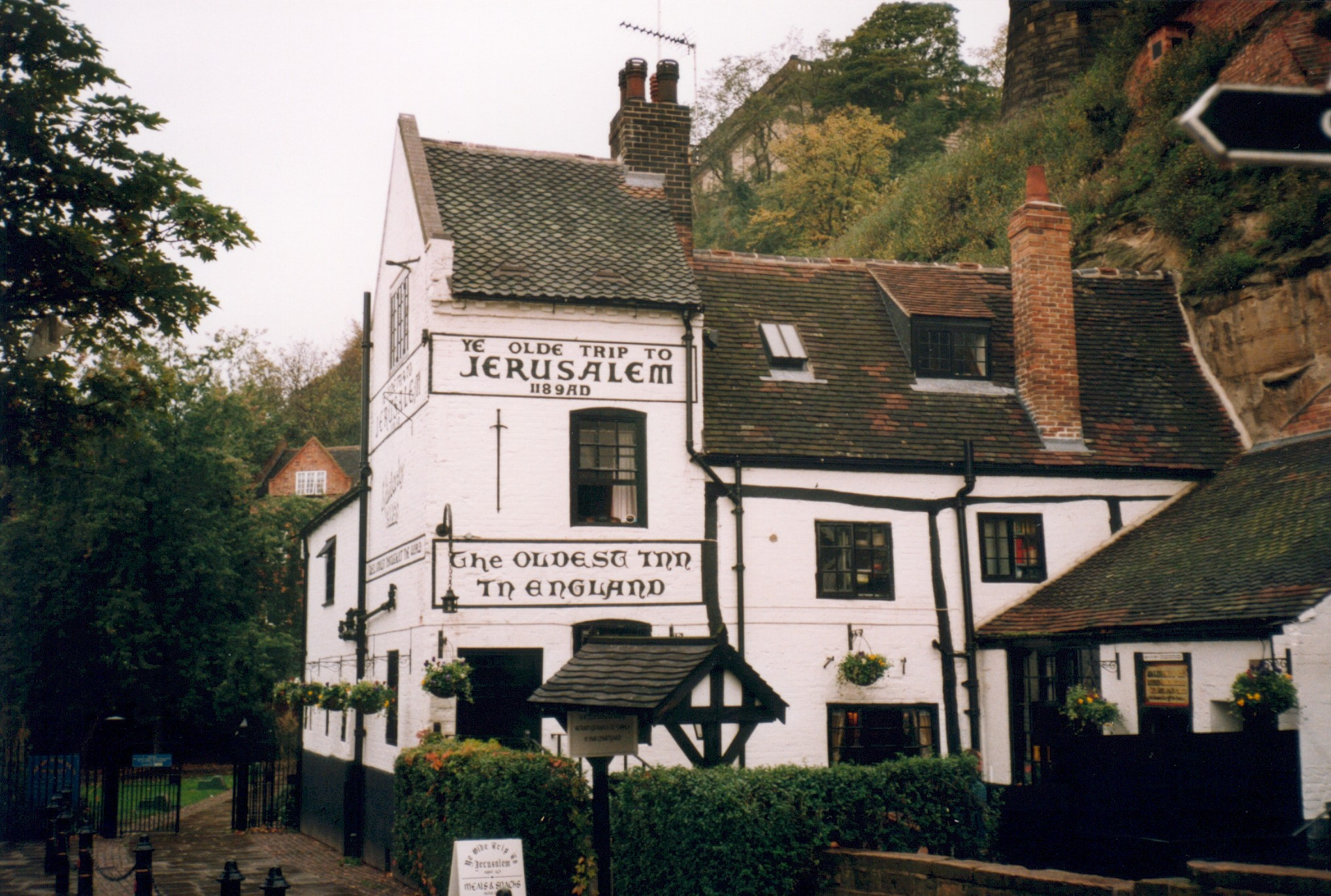
Pub Ye Olde Trip To Jerusalem au pied du château de Nottingham.

Au cours de la révolution industrielle, une grande partie de la prospérité de Nottingham a été fondée sur l'industrie textile. Nottingham devient en effet un centre industriel international pour la fabrication de la dentelle. Cependant, la croissance rapide et mal planifiée de Nottingham donne à la ville la réputation d'avoir les pires bidonvilles de l'Empire britannique, en dehors des Indes. Les résidents de ces bidonvilles se soulèvent, en 1831, en signe de protestation contre le duc de Newcastle. S’opposant à la réforme de 1832, ils mettent le feu à sa résidence, le château de Nottingham. D’autres entreprises se créent au cours du XIXe siècle, dans d'autres secteurs, notamment la Raleigh Bicycle Company, ou l’industrie chimique du groupe « Boots ».
Comme dans le reste du Royaume-Uni, l'industrie textile de Nottingham sombre après la Seconde Guerre mondiale, incapable de rivaliser avec la production textile asiatique. De cette époque prospère, il reste quelques bâtiments industriels dans le quartier de « Lace Market ». Beaucoup d'entre eux ont été restaurés et réaffectés.

## Personnalités liées à Nottingham

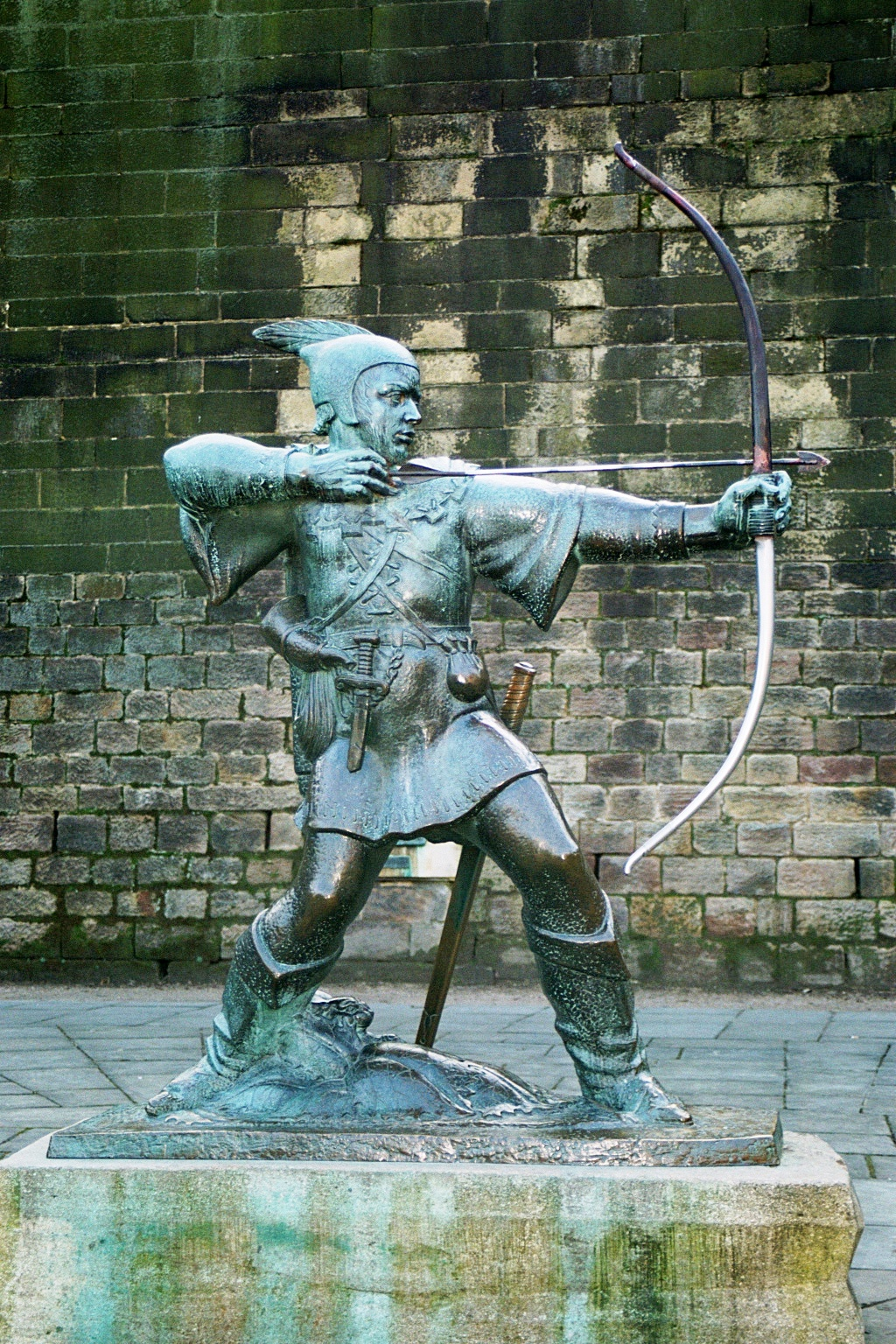
Statue de Robin des Bois à côté du château de Nottingham.

- Robin des Bois, héros légendaire de Nottingham.
- Hepzibah Abney (1758-1841), artiste peintre.
- George Gordon Byron, (1788-1824) sixième Baron Byron, poète romantique, auteur de l'Ode à Napoléon Bonaparte (1814).
- William Booth, (1829-1912) pasteur, fondateur de l'Armée du salut.
- Alice Zimmern (1855-1939), femme de lettres et suffragette.
- D. H. Lawrence, (1885-1930) écrivain britannique, auteur de L'Amant de lady Chatterley.
- Marie Brown (1883 – 1949), médecin australienne et britannique.
- Florence May Asher (1888-1977), peintre, y est née.
- Peter Hopkirk (1930–2014), journaliste, auteur et historien.
- Brian Clough, (1935-2004) footballeur et entraîneur britannique, qui a gagné la Coupe d'Europe en 1979 et en 1980 avec le club Nottingham Forest.
- Jay McGuiness, (1990- ), Chanteur du groupe The Wanted
- John Harvey, (1938- ), professeur à l'université de Nottingham et écrivain de romans policiers dont l'intrigue est située à Nottingham.
- Keith Alexander (1956-2010), footballeur et entraîneur.
- Marco Gabbiadini (1968- ), footballeur.
- Jake Bugg (1994- ), chanteur anglais.
- Joe Dempsie (1987- ), acteur anglais connu pour le rôle de Chris Miles dans la série britannique Skins et celui de Gendry dans la série américaine Game Of Thrones.
- Carl Froch est un boxeur anglais né le 2 juillet 1977 à Nottingham.
- Church of the Cosmic Skull, groupe de rock.
- Sleaford Mods, groupe de post-punk.
- Alvin Lee (1944-2013), chanteur, guitariste, compositeur du groupe Ten Years After.
- Andrew Fletcher (1961-2022), musicien, cofondateur et membre du groupe Depeche Mode.
- Vicky McClure (1983-) actrice britannique.
- Sarah Keyworth (1993-), humoriste britannique.

## Économie
On retrouve à Nottingham la Chambre de commerce d'East Midlands qui couvre un territoire qui englobe la ville. Cette chambre regroupe 4 000 entreprises et 3 000 affiliés. C'est la 2e plus grande chambre de commerce au Royaume-Uni.

## Gouvernement

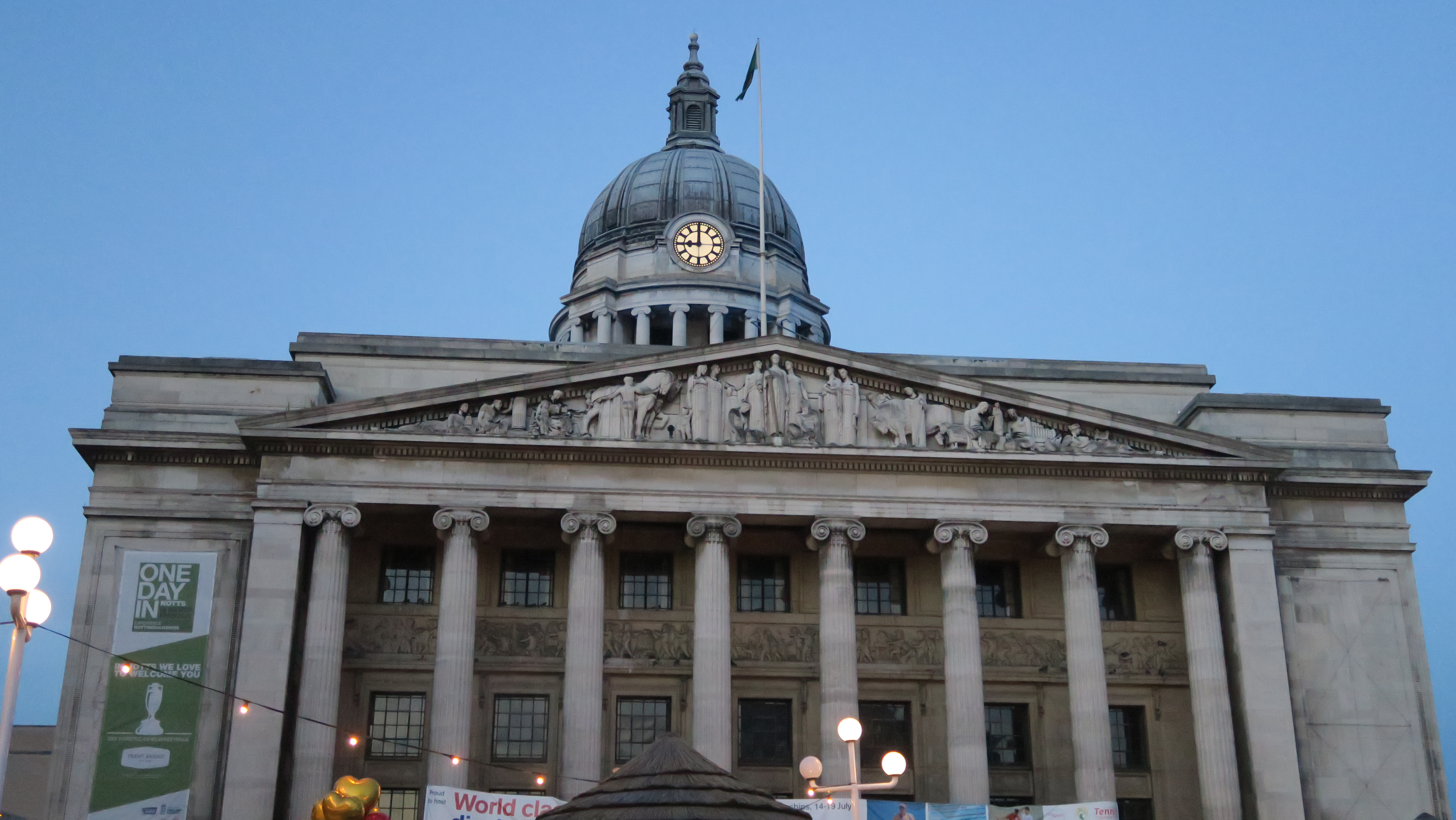
L'hôtel de ville de Nottingham.

Le maire actuel de la ville de Nottingham est Michael Edwards. Le conseil de ville est formé de 55 conseillers municipaux qui sont répartis dans les 20 districts électoraux de la ville.

## Patrimoine

### L'habitat troglodytique de Nottingham
Les cavités artificielles de Nottingham ont une place importante dans l'histoire de la région. À la fois abris et refuges, ces galeries et ces salles d'habitation, excavées dans le grès tendre, appartiennent aujourd'hui au patrimoine de la région. Lieux de stockage depuis le XVIIIe siècle, elles furent habitées jusqu'en 1924. Au cours de la Seconde Guerre mondiale, elles servirent d'abris anti-aériens. Le pub « Ye Olde Trip to Jerusalem » datant de 1189, est en partie aménagé dans ce réseau de galeries, sous le château.

### Le château de Nottingham
Le château de Nottingham a été fondé par Guillaume le Conquérant et ses lieutenants. Célébré au Moyen Âge comme l'une des plus belles forteresses du pays[réf. nécessaire], le château primitif n'existe plus, si ce n'est le passage souterrain, Mortimer's Hole, qui mène du château à Brewhouse Yard et, un peu plus bas, à Ye Olde Trip to Jerusalem (auberge présumée la plus ancienne d'Angleterre). Il a été remplacé par un palais ducal de style classique. Seuls quelques vestiges des remparts et des fondations subsistent aujourd’hui.

## Gastronomie
On retrouve à Nottingham des cafés et des restaurants raffinés. De plus on retrouve depuis 4 ans le Nottingham Food Festival qui  se tient au mois d'août.

## Musées
- Musée de la dentelle (Lace Hall).

## Visites royales

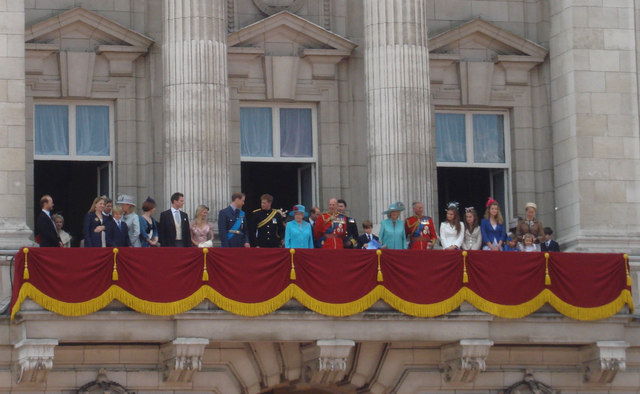
La famille royale a visité la ville de Nottingham en 2012.

La famille royale a visité la ville en 2012. Elle est notamment apparue au balcon du Council House de Nottingham.
Le prince Harry a également visité la ville en 2016 pour y supporter les jeunes et les communautés locales.

## Sport
- Nottingham Forest Football Club
- Notts County Football Club

## Médias
Le Nottingham Post est un journal qui dessert la ville et la région. Son siège social est à Nottingham. Fondé en 1878 il est tiré à 18 000 exemplaires.

## Jumelages
- Gand (Belgique) depuis 1985
- Harare (Zimbabwe) depuis 1981
- Karlsruhe (Allemagne) depuis 1969
- Ljubljana (Slovénie) depuis 1963
- Minsk (Biélorussie) depuis 1966
- Ningbo (Chine) depuis 2004
- Timișoara (Roumanie) depuis 2008
- Krasnodar (Russie)
- Września (Pologne)